# Bettgeflüster & Babyglück
Bettgeflüster & Babyglück ist eine deutsche Filmkomödie und ein Liebesfilm der Regisseurin Annette Ernst aus dem Jahr 2005. In den Hauptrollen verkörpern Katharina Wackernagel und Benjamin Sadler die Scheidungsanwälte Pia und Uli.

## Handlung
Eigentlich ist der Scheidungsanwalt Uli, aufgrund der vielen schlechten Erfahrungen, die er in seinem Berufsleben machen musste, gegen Eheschließungen. Als er jedoch Pia kennenlernt, die ebenfalls Anwältin mit Schwerpunkt Familienrecht ist, funkt es regelrecht zwischen den beiden und sie gehen gemeinsam die Ehe ein.
Was dem Paar zum vollendeten Glück fehlt, ist eigentlich nur noch ein Baby. Der Kinderwunsch der beiden wird jedoch nicht erfüllt, so versucht Pia durch eine künstliche Befruchtung, doch noch Mutter zu werden. Als sie jedoch erfährt, dass Uli fremdgegangen ist, reicht sie Scheidung der Ehe ein.
Uli möchte die Dame seines Herzens jedoch nicht verlieren und zieht seinerseits nun alle Register der Gesetzgebung des Familienrechts. Pia nimmt sich derweil aus Trotz einen anderen Partner und wird von Uli dabei beobachtet, wie sie mit ihm ein Fußballspiel anschaut. Auf einer Gartenparty diesbezüglich von Uli zur Rede gestellt, antwortet Pia, dass Uli sie ja nie gefragt hat, ob sie mit ihm ins Fußballstadion gehen möchte.
Uli und Pia erkennen, dass sie im Grunde füreinander geschaffen sind, und brechen die Scheidung ab. Nach einer harmonischen Liebesnacht wird Pia nun doch schwanger von Uli; die beiden erwarten nun sogar die Geburt von Zwillingen.

## Produktion
Martin Ganz und Robert Stiemerling produzierten den Film für Stream Films AG (Berlin) im Auftrag von Sat.1. Die Dreharbeiten begannen am 12. Juli 2004 und endeten am 16. August desselben Jahres. Gedreht wurde in Berlin.

## Erstausstrahlung und abweichende Filmtitel im Ausland
Bettgeflüster & Babyglück wurde am 22. März 2005 erstmals auf Sat.1 ausgestrahlt. In Ungarn war die Erstsendung am 1. Mai 2006, dort unter dem Titel Jobb ma egy ügyvéd, mint holnap kettő, in Finnland war dies am 28. Juni 2011, dort unter dem Titel Beibini mun. In Frankreich erschien die Filmkomödie unter dem Titel Mariage – Mode d’emploi, der englische Titel lautet Baby You’re Mine.

## Kritik
TV Spielfilm urteilt mit einem nach oben gestreckten Daumen: „Dank der sympathischen Darsteller wird sogar das Thema künstliche Befruchtung unterhaltsam aufbereitet. Ein paar ernste Töne zwischen witzigen Wortgefechten heben die Komödie über den Durchschnitt des üblichen Geschlechter-Pingpongs“. Das Fazit der Programmzeitschrift lautet: „Pärchendasein als Achterbahnfahrt“.
Rainer Tittelbach resümiert anerkennend: „Intelligente Beziehungskomödie von Grimme-Preisträgerin Annette Ernst“. Das Fazit des Filmkritikers lautet: „Wie so oft in guten Komödien steckt in „Bettgeflüster & Babyglück“ das Besondere im Detail: präzises Timing, geschmackvolle Ausstattung, wunderbar luftige Berliner Locations und ein moderner, nie zu poppiger Look. Dazu eine Kamera auf Augenhöhe mit den Protagonisten“.